# Psoralea palmeri
Psoralea palmeri là một loài thực vật có hoa trong họ Đậu. Loài này được Ockendon miêu tả khoa học đầu tiên.